# Американо-центральноафриканские отношения
Американо-центральноафриканские отношения — двусторонние дипломатические отношения между Соединёнными Штатами Америки (США) и Центральноафриканской Республикой (ЦАР). 

## История
В 1960 году страны установили дипломатические отношения, после обретения ЦАР независимости от Франции. С 1996 по 1998 год Посольство США в Банги было закрыто из-за всплеска насилия в этой стране. В 1998 году посольство возобновило свою работу с ограниченным числом сотрудником, но Агентство США по международному развитию (USAID) и Корпус мира, ранее представленные в Банги, приняли решение не возвращаться. 2 ноября 2002 года американское посольство в Банги вновь временно приостановило свою работу по соображениям безопасности, возникшими в связи с военным переворотом под руководством Франсуа Бозизе в октябре 2002 года.
В январе 2005 года посольство возобновило свою работу, но с ограниченным функционалом. Государственный департамент США одобрил снятие ограничений на оказание помощи ЦАР после военного переворота, ранее США ограничивалась поставкой гуманитарной помощи и поддержкой демократизации. 27 декабря 2012 года США закрыли посольство в ЦАР и отозвали своих дипломатов в связи с ростом насилия в этой стране после начала гражданской войны. 